# Delia canariensis
Delia canariensis är en tvåvingeart som beskrevs av Willi Hennig 1974. Delia canariensis ingår i släktet Delia och familjen blomsterflugor.
Artens utbredningsområde är Kanarieöarna. Inga underarter finns listade i Catalogue of Life.